# Gabrech

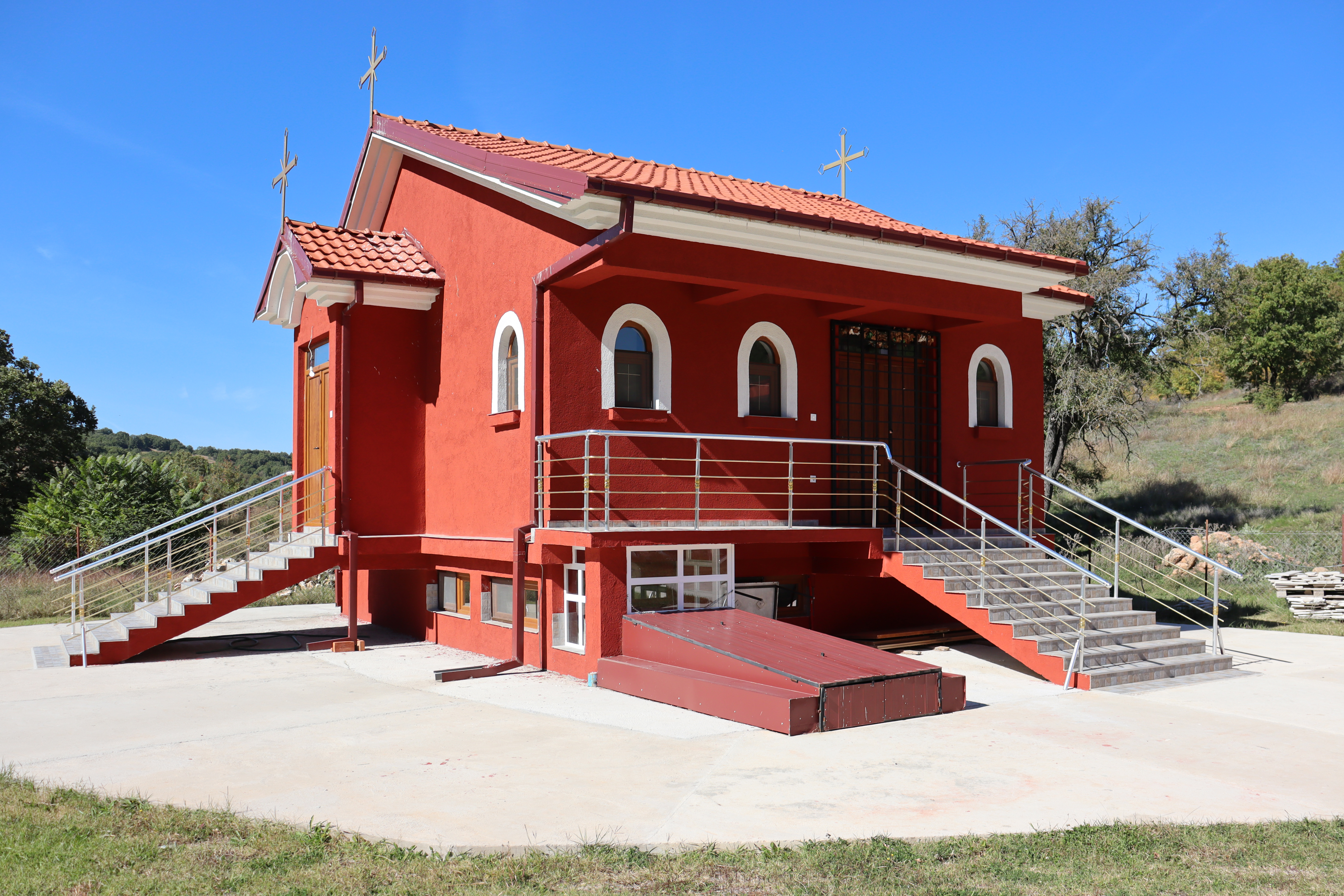
L'église Saint Nedela, d'un monastère à Gabrech. Octobre 2022.

Gabrech ou Gabreš (en macédonien Габреш) est un village du nord de la Macédoine du Nord, situé dans la municipalité de Koumanovo. Le village comptait 71 habitants en 2002.

## Démographie
Lors du recensement de 2002, le village comptait :
- Macédoniens : 70
- Serbes : 1